# Sabor Socijalističke Republike Hrvatske
Sabor Socijalističke Republike Hrvatske bio je središnje državno zakonodavno tijelo u SR Hrvatskoj. Neprekidno je djelovao od 1945. do 1990. godine. Osnove ovog tijela postavljene su u radu ZAVNOH-a, koje se na 3. zasjedanju 9. svibnja 1945. konstituiralo kao vrhovno zakonodavno i izvršno narodno-predstavničko tijelo Hrvatske. Naziv je mijenjao nekoliko puta, kako sam Sabor tako i njegova tijela (predsjedništvo, izvršno vijeće), a nekoliko puta se mijenjala i struktura te je funkcionirao kao jednodoman (1945. – 1953.), dvodoman (1953. – 1963.), peterodoman (1963. – 1974.) i trodoman (1974. – 1992.).
Djelovao je od 25. srpnja 1945. i Četvrtog zasjedanja ZAVNOH-a. Bilo je ukupno 15 saziva.

## Imena
Sabor SR Hrvatske kroz povijest nosio je ova imena:
- Narodni sabor Hrvatske (25. srpnja 1945. – 26. veljače 1946.)[1]
- Sabor NR Hrvatske (26. kolovoza 1946.) (kao 5. zasjedanje Sabora, po brojanju nastavlja kontinuitet sa ZAVNOH-om)[1]
- Ustavotvorni sabor NR Hrvatske (26. kolovoza 1946. – 18. siječnja 1947.)[1]
- Sabor NR Hrvatske  (18. siječnja 1947. – 9. travnja 1963.)[1]
- Sabor SR Hrvatske (9. travnja 1963. – 25. srpnja 1990.)[1][4]

## Sazivi
| Sabori Hrvatske 1943. – 1947.                                   |                                 |                    |                                    |                                 |                      |
| saziv                                                           | p. mandata                      | k. mandata         | predsjednik                        | potpredsjednik/ci               | sekretar/i           |
| Zemaljsko antifašističko vijeće narodnog oslobođenja Hrvatske   | 14. lipnja 1943.                | 25. srpnja 1945.   | Vladimir Nazor                     |                                 |                      |
| Narodni sabor Hrvatske                                          | 25. srpnja 1945.                | 20. studenog 1946. | Vladimir Nazor                     |                                 |                      |
| Ustavotvorni sabor Hrvatske                                     | 28. studenog 1946.              | 18. siječnja 1947. | Zlatan Sremec                      |                                 |                      |
| Sazivi Narodnog sabora Narodne Republike Hrvatske 1947. – 1963. |                                 |                    |                                    |                                 |                      |
| saziv                                                           | p. mandata                      | k. mandata         | predsjednik                        | potpredsjednik/ci               | sekretar/i           |
| Narodni sabor NR Hrvatske (prvi saziv)                          | 18. siječnja 1947.              | 2. prosinca 1950.  | Zlatan Sremec                      |                                 |                      |
| Narodni sabor NR Hrvatske (drugi saziv)                         | 6. prosinca 1950.               | 16. prosinca 1953. | Zlatan Sremec                      | Petar Dozet                     |                      |
| Narodni sabor NR Hrvatske (treći saziv)                         | 18. prosinca 1953.              | 10. ožujka 1958.   | Vladimir Bakarić                   | Nikola Sekulić i Karlo Mrazović | Stjepan Debeljak Bil |
| Narodni sabor NR Hrvatske (treći saziv)                         | Republičko vijeće               | Republičko vijeće  | Zlatan Sremec                      | Nikola Rački                    |                      |
| Narodni sabor NR Hrvatske (treći saziv)                         | Vijeće proizvođača              | Vijeće proizvođača | Josip Cazi                         | Josip Čutalj                    |                      |
| Narodni sabor NR Hrvatske (četvrti saziv)                       | 10. ožujka 1958.                | 1963.              | Vladimir Bakarić                   | Nikola Sekulić i Karlo Mrazović | Stjepan Debeljak Bil |
| Narodni sabor NR Hrvatske (četvrti saziv)                       | Republičko vijeće               | Republičko vijeće  | Zlatan Sremec                      |                                 |                      |
| Narodni sabor NR Hrvatske (četvrti saziv)                       | Vijeće proizvođača              | Vijeće proizvođača | Josip Cazi                         |                                 |                      |
| Sazivi Sabora Socijalističke Republike Hrvatske 1963. – 1974.   |                                 |                    |                                    |                                 |                      |
| saziv                                                           | p. mandata                      | k. mandata         | predsjednik                        | potpredsjednik/ci               | sekretar/i           |
| Sabor SR Hrvatske (peti saziv)                                  | 1963.                           | 1967.              | Ivan Krajačić                      |                                 |                      |
| Sabor SR Hrvatske (peti saziv)                                  | Republičko vijeće               |                    |                                    |                                 |                      |
| Sabor SR Hrvatske (peti saziv)                                  | Privredno vijeće                |                    |                                    |                                 |                      |
| Sabor SR Hrvatske (peti saziv)                                  | Prosvjetno-kulturno vijeće      |                    |                                    |                                 |                      |
| Sabor SR Hrvatske (peti saziv)                                  | Socijalno-zdravstveno vijeće    |                    |                                    |                                 |                      |
| Sabor SR Hrvatske (peti saziv)                                  | Organizacijsko-političko vijeće |                    |                                    |                                 |                      |
| Sabor SR Hrvatske (šesti saziv)                                 | 1967.                           | 1969.              | Jakov Blažević                     |                                 |                      |
| Sabor SR Hrvatske (šesti saziv)                                 | Republičko vijeće               |                    |                                    |                                 |                      |
| Sabor SR Hrvatske (šesti saziv)                                 | Privredno vijeće                |                    |                                    |                                 |                      |
| Sabor SR Hrvatske (šesti saziv)                                 | Prosvjetno-kulturno vijeće      |                    |                                    |                                 |                      |
| Sabor SR Hrvatske (šesti saziv)                                 | Socijalno-zdravstveno vijeće    |                    |                                    |                                 |                      |
| Sabor SR Hrvatske (šesti saziv)                                 | Organizacijsko-političko vijeće |                    |                                    |                                 |                      |
| Sabor SR Hrvatske (sedmi saziv)                                 | 1969.                           | 1974.              | Jakov Blažević                     |                                 |                      |
| Sabor SR Hrvatske (sedmi saziv)                                 | Republičko vijeće               | Republičko vijeće  | Milka Planinc (do 1971.)           |                                 |                      |
| Sabor SR Hrvatske (sedmi saziv)                                 | Privredno vijeće                |                    |                                    |                                 |                      |
| Sabor SR Hrvatske (sedmi saziv)                                 | Prosvjetno-kulturno vijeće      |                    |                                    |                                 |                      |
| Sabor SR Hrvatske (sedmi saziv)                                 | Socijalno-zdravstveno vijeće    |                    |                                    |                                 |                      |
| Sabor SR Hrvatske (sedmi saziv)                                 | Organizacijsko-političko vijeće |                    |                                    |                                 |                      |
| Sazivi Sabora Socijalističke Republike Hrvatske 1974. – 1990.   |                                 |                    |                                    |                                 |                      |
| saziv                                                           | p. mandata                      | k. mandata         | predsjednik                        | potpredsjednik/ci               | generalni sekretar   |
| Sabor SR Hrvatske (osmi saziv)                                  | 1974.                           | 1978.              | Ivo Perišin                        |                                 |                      |
| Sabor SR Hrvatske (osmi saziv)                                  | Vijeće udruženog rada           |                    |                                    |                                 |                      |
| Sabor SR Hrvatske (osmi saziv)                                  | Vijeće općina                   |                    |                                    |                                 |                      |
| Sabor SR Hrvatske (osmi saziv)                                  | Društveno-političko vijeće      |                    |                                    |                                 |                      |
| Sabor SR Hrvatske (deveti saziv)                                | 1978.                           | 1982.              | Jure Bilić                         |                                 |                      |
| Sabor SR Hrvatske (deveti saziv)                                | Vijeće udruženog rada           |                    |                                    |                                 |                      |
| Sabor SR Hrvatske (deveti saziv)                                | Vijeće općina                   |                    |                                    |                                 |                      |
| Sabor SR Hrvatske (deveti saziv)                                | Društveno-političko vijeće      |                    |                                    |                                 |                      |
| Sabor SR Hrvatske (deseti saziv)                                | 1982.                           | 1986.              | Jovo Ugrčić (do 1984.) / Ivo Latin |                                 |                      |
| Sabor SR Hrvatske (deseti saziv)                                | Vijeće udruženog rada           |                    |                                    |                                 |                      |
| Sabor SR Hrvatske (deseti saziv)                                | Vijeće općina                   |                    |                                    |                                 |                      |
| Sabor SR Hrvatske (deseti saziv)                                | Društveno-političko vijeće      |                    |                                    |                                 |                      |
| Sabor SR Hrvatske (jedanaesti saziv)                            | 1986.                           | 30. svibnja 1990.  | Anđelko Runjić                     |                                 |                      |
| Sabor SR Hrvatske (jedanaesti saziv)                            | Vijeće udruženog rada           |                    |                                    |                                 |                      |
| Sabor SR Hrvatske (jedanaesti saziv)                            | Vijeće općina                   |                    |                                    |                                 |                      |
| Sabor SR Hrvatske (jedanaesti saziv)                            | Društveno-političko vijeće      |                    |                                    |                                 |                      |
| Sabor SR Hrvatske (dvanaesti saziv)                             | 30. svibnja 1990.               | 25. srpnja 1990.   | Žarko Domljan                      |                                 |                      |
| Sabor SR Hrvatske (dvanaesti saziv)                             | Vijeće udruženog rada           |                    |                                    |                                 |                      |
| Sabor SR Hrvatske (dvanaesti saziv)                             | Vijeće općina                   |                    |                                    |                                 |                      |
| Sabor SR Hrvatske (dvanaesti saziv)                             | Društveno-političko vijeće      |                    |                                    |                                 |                      |

## Napomene
1. ↑  Izmjenom Ustava SR Hrvatske 25. srpnja 1990. godine Sabor SR Hrvatske je preimenovan u Sabor Republike Hrvatske